# The Adventures of Jim Bowie
The Adventures of Jim Bowie è una serie televisiva statunitense in 76 episodi trasmessi per la prima volta nel corso di 2 stagioni dal 1956 al 1958.
È una serie del genere western ambientata nel Territorio della Louisiana e incentrata sulle vicende nel vecchio west dell'avventuriero e pioniere Jim Bowie (prima del suo trasferimento in Texas), interpretato da Scott Forbes, nel corso delle quali il protagonista incontra molti personaggi storici dell'epoca. La serie è basata in parte anche sul romanzo The Tempered Blade di Monte Barrett.

## Personaggi e interpreti
- Jim Bowie (76 episodi, 1956-1958), interpretato da Scott Forbes.

### Altri interpreti e guest star
William Schallert (8 episodi), John Laing (8), Joyce Vanderveen (7), Peter Hansen (6 episodi come Rezin Bowie, fratello di Jim), Paul Playdon (6), Peter Mamakos (5), Kem Dibbs (5), Ivan Triesault (5), Sol Gorss (5), Jack Perry (5), Minerva Urecal (4), Maurice Marsac (4), Richard Hale (4), Oliver McGowan (4), Lorna Thayer (4), Robert Cornthwaite (3), Denver Pyle (3), Val Dufour (3), Richard Avonde (3), Grant Richards (3), Booth Colman (3), Lawrence Dobkin (3), Jason Johnson (3), Sid Cassel (3), Julian Rivero (3), Lewis Charles (3), Anthony Eustrel (3), Stacy Harris (3), Paul Thompson (3), Vicki Bakken (3), Chester Jones (3), Bernie Gozier (3), Sidney Blackmer (3), Jeanne Moody (3), Phil Schumacher (3), Lisa Gaye (2), June Carter Cash (2), Peggy McCay (2), Sean McClory (2), Chuck Connors (2), Manning Ross (2), Eugenia Paul (2), Georgette Duval (2), Rodolfo Hoyos Jr. (2), Edwin Jerome (2), Donald Randolph (2), Michael Landon (2), Edward Colmans (2), Lurene Tuttle (2), Rita Lynn (2), Morris Ankrum (2), Leslie Kimmell (2), Jorie Wyler (2), Lyn Osborn (2), George Keymas (2), Claude Akins (2), Anthony Caruso (2), Kay E. Kuter (2), Charles Meredith (2), Harry Harvey (2), Robert Tafur (2), Forrest Lewis (2), Belle Mitchell (2), Penny Stanton (2), Robert Foulk (2), Fay Roope (2), Addison Richards (2), Jack Kruschen (2), Joe Barry (2), Ernest Sarracino (2), James Fairfax (2), Roger Etienne (2), George Chester (2), Marcel Rousseau (2), Paul Fierro (2), Louis Mercier (2), Arthur Q. Bryan (2), Louis Cabello (2), Charles Horvath (2), Ralph Smiley (2), Sam Buffington (2), Ross Elliott (2), Ewing Mitchell (2), Lomax Study (2), Julio Torres (2), Joel Fluellen (2), Troy Melton (2), Lyle Latell (2), David Constantine (2), Gary Gray (2), Tommy Ivo (2), Charles Stevens (2), Robert Pender (2), Roberto Contreras (2), John Albright (2), James Westerfield (2), Jacques Scott (2), Frank Tweddell (2), Bess Flowers (2), Lilyan Chauvin (1), Mike Connors (1), Ramsay Hill (1), Narda Onyx (1), Walter Sande (1), Marilyn Saris (1), Will Wright (1), Edward Ashley (1), Charlotte Austin (1), Walter Coy (1), Lee Erickson (1), Jean Howell (1), John Hoyt (1), Gordon Jones (1), Dave Kashner (1), Carol Leigh (1), Perry Lopez (1), Carole Mathews (1), Lita Milan (1), John Miljan (1), Wanda Ottoni (1), Elizabeth Patterson (1), Trevor Bardette (1), Romney Brent (1), John Compton (1), Hans Conried (1), George Dunn (1), Robert Ellenstein (1), Wilton Graff (1), Neil Hamilton (1), Robin Hughes (1), Barbara Lawrence (1), Felix Locher (1), Joe Patridge (1), Vic Perrin (1), Alex Stagg (1), Linda Watkins (1), Cyril Delevanti (1), Claire Du Brey (1), Yvette Duguay (1), Barbara Eiler (1), Steven Geray (1), Celia Lovsky (1), Brad Morrow (1), Dorothy Neumann (1), Nestor Paiva (1), Peter Walker (1), Helen Wallace (1), Willard Waterman (1), Pamela Baird (1), Whit Bissell (1), Henry Brandon (1), Ellen Corby (1), Lloyd Corrigan (1), Nick Dennis (1), King Donovan (1), Abel Fernandez (1), Connie Gilchrist (1), Dee Humphrey (1), Gladys Hurlbut (1), Douglas Kennedy (1), Helen Kleeb (1), Margo (1), Joanna Mariani (1), Madge Meredith (1), Abraham Sofaer (1), Ray Stricklyn (1), Regis Toomey (1), Eddy Waller (1), Howard Wendell (1), Robert J. Wilke (1), Tita Aragon (1), Tom Brown (1), Edgar Buchanan (1), Iphigenie Castiglioni (1), William Challee (1), Lois Corbett (1), Pamela Duncan (1), Brett Halsey (1), Rose Marie (1), Strother Martin (1), Charles McArthur (1), Lisa Montell (1), Mary Patton (1), Ed Prentiss (1), Paul Bryar (1), Peter Camlin (1), Virginia Christine (1), Joe Conley (1), Havis Davenport (1), Robert Ellis (1), Judi Meredith (1), Kasey Rogers (1), Roger Til (1), Charles Watts (1), William Allyn (1), Fay Baker (1), Monte Blue (1), William Ching (1), Ralph Clanton (1), Genie Coree (1), Ted de Corsia (1), Jimmy Fields (1), Paul Frees (1), Jonathan Hole (1), Eilene Janssen (1), Chubby Johnson (1), Marina Koshetz (1), Jack Lambert (1), Miguel Ángel Landa (1), Dayton Lummis (1), Howard McNear (1), Alan Reed (1), Amzie Strickland (1), Peter J. Votrian (1), Ben Welden (1), Peter Whitney (1), Frank Wilcox (1), Nan Boardman (1), Stewart Bradley (1), Maureen Cassidy (1), Joyce Compton (1), Roy Glenn (1), Seymour Green (1), Charles Halton (1), Olin Howland (1), Doug McClure (1), Dan Seymour (1), Doris Wiss (1), John Bryant (1), George Eldredge (1), Yvonne Fedderson (1), Johnny Lee (1), Robert Lynn (1), Francis McDonald (1), Doris Packer (1), John Parrish (1), Franz Roehn (1), Malcolm Atterbury (1), Leonard Bell (1), Larry Chance (1), Bob Cunningham (1), M'el Dowd (1), Chris Essay (1), Kathy Garver (1).

## Produzione
La serie fu prodotta da William H. Wright per la Desilu Productions tramite la Jim Bowie Enterprises. Fu girata nell'Iverson Ranch a Chatsworth e nei RKO Studios a Hollywood, in California Le musiche furono composte da Ken Darby con la supervisione di E. C. Norton.

### Registi
Tra i registi sono accreditati:
- Lewis R. Foster in 21 episodi (1956-1957)
- George Archainbaud in 21 episodi (1957-1958)
- Anton Leader in 14 episodi (1957-1958)
- Christian Nyby in 10 episodi (1957)
- Hollingsworth Morse in 9 episodi (1957-1958)
- Arthur Ripley in un episodio (1958)

### Sceneggiatori
Tra gli sceneggiatori e autori delle opere da cui sono stati tratti i soggetti sono accreditati:
- Monte Barrett in 76 episodi (1956-1958)
- Albert Beich in 8 episodi (1957-1958)
- Robert C. Bennett in un episodio (1957)
- Lee Berg in un episodio (1957)
- David Boehm in un episodio (1957)
- Endre Bohem in 2 episodi (1957)
- Hilda Bohem in un episodio (1957)
- Jess Carneol in un episodio (1958)
- Kate Chopin in un episodio (1956)
- Don Clark in un episodio (1956)
- Everett DeBaum in 7 episodi (1957-1958)
- Peter Dixon in un episodio (1958)
- John Dunkel in 3 episodi (1956-1957)
- Norbert Faulkner in un episodio (1957)
- Margaret Fitts in 6 episodi (1956-1958)
- Lewis R. Foster in 5 episodi (1956)
- Paul Gangelin in un episodio (1957)
- Samuel R. Golding in un episodio (1957)
- Orville H. Hampton in 2 episodi (1957)
- Sid Harris in 3 episodi (1957-1958)
- Lowell S. Hawley in un episodio (1957)
- Doris Hursley in un episodio (1957)
- Frank Hursley in un episodio (1957)
- Polly James in 3 episodi (1957)
- Joel Kane in un episodio (1957)
- Tom Kilpatrick in 3 episodi (1957)
- Grace King in un episodio (1957)
- Robert Warnes Leach in 3 episodi (1956-1957)
- Kay Lenard in un episodio (1958)
- Budd Lesser in un episodio (1957)
- Charles R. Marion in un episodio (1957)
- Bertram Millhauser in 3 episodi (1958)
- Gil Orlovitz in 3 episodi (1957-1958)
- Lois Powell in un episodio (1958)
- Tom Reed in 12 episodi (1956-1958)
- Joe Richardson in un episodio (1957)
- Arthur Ripley in un episodio (1958)
- Arthur Rowe in 3 episodi (1956-1957)
- Richard Sanville in un episodio (1958)
- Harold Shumate in un episodio (1957)
- George F. Slavin in 2 episodi (1957-1958)
- Robert Louis Stevenson in un episodio (1957)
- Nat Tanchuck in 3 episodi (1956-1957)
- Maurice Tombragel in 16 episodi (1956-1958)
- Daniel B. Ullman in 2 episodi (1956)
- Louis Vittes in un episodio (1957)
- William H. Wright in un episodio (1956)
- Kellam de Forest in un episodio (1957)
- Mallan de Forest in un episodio (1956)

## Distribuzione
La serie fu trasmessa negli Stati Uniti dal 7 settembre 1956 al 29 agosto 1958 sulla rete televisiva ABC.

## Episodi
| Stagione         | Episodi | Prima TV USA | Prima TV Italia |
| ---------------- | ------- | ------------ | --------------- |
| Prima stagione   | 38      | 1956-1957    |                 |
| Seconda stagione | 38      | 1957-1958    |                 |